# Vălișoara (okręg Alba)
Vălișoara – wieś w Rumunii, w okręgu Alba, w gminie Livezile. W 2011 roku liczyła 123 mieszkańców.